# Tremella tuckerae
Tremella tuckerae är en svampart som beskrevs av Diederich 2007. Tremella tuckerae ingår i släktet Tremella och familjen Tremellaceae.   Inga underarter finns listade i Catalogue of Life.